# MLSオールスターゲーム
MLSオールスターゲーム（MLS All-Star Game）は、アメリカのメジャーリーグサッカーにおけるオールスターゲームである。

## 歴史
リーグ創設年の1996年7月から開催され、最初の試合はイースタン・カンファレンスから選抜されたMLSイーストとウェスタン・カンファレンスから選抜されたMLSウェストの2チームによって行われた。1998年はMLS所属選手をアメリカ出身選手と他国出身選手に分けて対戦し、2002年にはアメリカ代表との試合が行われた。2003年には初の国外クラブとなるメキシコのCDグアダラハラを招待し、2005年からはヨーロッパのクラブチームを招待して開催された。
MLSオールスターゲームに参加する選手の選抜はファンからの投票、対戦相手の監督からの推薦、そしてリーグコミッショナーからの推薦の組み合わせによって選出される。オールスター選手として選抜されたが怪我などの特別な理由がなくチームへの参加を拒否する場合にはリーグ戦で1試合の出場停止処分となる。2018年にはズラタン・イブラヒモヴィッチがオールスター選手として選ばれたものの、オールスターゲームに参加すると所属クラブでの試合日程との都合上7日間で3試合を行うことになるため参加を辞退し、この処分が科された。
2018年から、各チームからさらに数名の選手が選ばれ大会主催者が考案した複数のミニゲーム（オールスター・スキルチャレンジ）が行われており、2024年のスキルチャレンジには男子選手に混じって女子選手（メキシコ代表のダイアナ・オルドニェスとアリシア・セルバンテス）が参加した。
2023年以降10年間、MLSの放映権はアメリカの大手IT企業Appleが独占契約したことで、MLSオールスターゲームもApple TVで視聴が可能になった。

## 過去の試合結果
| 年   | ホームチーム      | スコア      | アウェーチーム               | スタジアム                                 | 観客数 |
| ---- | ----------------- | ----------- | ---------------------------- | ------------------------------------------ | ------ |
| 1996 | MLSイースト       | 3-2         | MLSウェスト                  | ジャイアンツ・スタジアム                   | 78,416 |
| 1997 | MLSイースト       | 5-4         | MLSウェスト                  | ジャイアンツ・スタジアム                   | 24,816 |
| 1998 | MLSアメリカ選抜   | 6-1         | MLS世界選抜                  | シトラス・ボウル                           | 34,416 |
| 1999 | MLSウェスト       | 6-4         | MLSイースト                  | クアルコム・スタジアム                     | 23,227 |
| 2000 | MLSイースト       | 9-4         | MLSウェスト                  | コロンバス・クルー・スタジアム             | 23,495 |
| 2001 | MLSイースト       | 6-6†        | MLSウェスト                  | スパルタン・スタジアム                     | 23,512 |
| 2002 | MLSオールスターズ | 3-2         | アメリカ代表                 | RFKスタジアム                              | 31,096 |
| 2003 | MLSオールスターズ | 3-1         | グアダラハラ                 | ホーム・デポ・センター                     | 27,000 |
| 2004 | MLSイースト       | 3-2         | MLSウェスト                  | RFKスタジアム                              | 21,378 |
| 2005 | MLSオールスターズ | 4-1         | フラム                       | コロンバス・クルー・スタジアム             | 23,309 |
| 2006 | MLSオールスターズ | 1-0         | チェルシー                   | トヨタパーク                               | 21,210 |
| 2007 | MLSオールスターズ | 2-0         | セルティック                 | ディックス・スポーティング・グッズ・パーク | 20,844 |
| 2008 | MLSオールスターズ | 3-2         | ウエストハム・ユナイテッド   | BMOフィールド                              | 20,844 |
| 2009 | MLSオールスターズ | 1-1 (3-4 p) | エヴァートン                 | リオ・ティント・スタジアム                 | 20,124 |
| 2010 | MLSオールスターズ | 2-5         | マンチェスター・ユナイテッド | リライアント・スタジアム                   | 70,728 |
| 2011 | MLSオールスターズ | 0-4         | マンチェスター・ユナイテッド | レッドブル・アリーナ                       | 26,716 |
| 2012 | MLSオールスターズ | 3-2         | チェルシー                   | PPLパーク                                  | 19,236 |
| 2013 | MLSオールスターズ | 1-3         | ローマ                       | スポルティング・パーク                     | 21,175 |
| 2014 | MLSオールスターズ | 2-1         | バイエルン・ミュンヘン       | ジェルドウェン・フィールド                 | 21,733 |
| 2015 | MLSオールスターズ | 2–1         | トッテナム                   | ディックス・スポーティング・グッズ・パーク | 18,671 |
| 2016 | MLSオールスターズ | 1–2         | アーセナル                   | アバイア・スタジアム                       | 18,000 |
| 2017 | MLSオールスターズ | 1–1 (2-4 p) | レアル・マドリード           | ソルジャー・フィールド                     | 61,428 |
| 2018 | MLSオールスターズ | 1–1 (3-5 p) | ユヴェントス                 | メルセデス・ベンツ・スタジアム             | 72,317 |
| 2019 | MLSオールスターズ | 0–3         | アトレティコ・マドリード     | エクスプロリア・スタジアム                 | 25,527 |
| 2020 | MLSオールスターズ | 中止        | リーガMX オールスターズ      | バンク・オブ・カリフォルニア・スタジアム   | —      |
| 2021 | MLSオールスターズ | 1-1 (3-2 p) | リーガMX オールスターズ      | バンク・オブ・カリフォルニア・スタジアム   | 21,000 |
| 2022 | MLSオールスターズ | 2-1         | リーガMX オールスターズ      | アリアンツ・フィールド                     | 19,727 |
| 2023 | MLSオールスターズ | 0-5         | アーセナル                   | アウディ・フィールド                       | 20,621 |
| 2024 | MLSオールスターズ | 1-4         | リーガMX オールスターズ      | Lower.comフィールド                        | 20,931 |
| 2025 | MLSオールスターズ | 3–1         | リーガMX オールスターズ      | Q2スタジアム                               |        |

- †引分

## MVP
2024年8月31日現在
| 年   | 選手                         | ポジション | 出場チーム                   | 在籍チーム                                    |
| ---- | ---------------------------- | ---------- | ---------------------------- | --------------------------------------------- |
| 1996 | カルロス・バルデラマ         | MF         | MLSイースト                  | タンパベイ・ミューティニー                    |
| 1997 | カルロス・バルデラマ (2)     | MF         | MLSイースト                  | タンパベイ・ミューティニー                    |
| 1998 | ブライアン・マクブライド     | FW         | MLSアメリカ選抜              | コロンバス・クルー                            |
| 1999 | プレキ                       | MF         | MLSウェスト                  | カンザスシティ・ウィザーズ                    |
| 2000 | ママドゥ・ディアロ           | FW         | MLSイースト                  | タンパベイ・ミューティニー                    |
| 2001 | ランドン・ドノバン           | FW         | MLSウェスト                  | サンノゼ・アースクエイクス                    |
| 2002 | マルコ・エチェベリ           | FW         | MLSオールスターズ            | D.C.ユナイテッド                              |
| 2003 | カルロス・ルイス             | FW         | MLSオールスターズ            | LAギャラクシー                                |
| 2004 | アマド・ゲバラ               | MF         | MLSイースト                  | ニューヨーク/ニュージャージー・メトロスターズ |
| 2005 | テイラー・トウェルマン       | FW         | MLSオールスターズ            | ニューイングランド・レボリューション          |
| 2006 | ドウェイン・デ・ロサリオ     | MF         | MLSオールスターズ            | ヒューストン・ダイナモ                        |
| 2007 | フアン・パブロ・アンヘル     | FW         | MLSオールスターズ            | ニューヨーク・レッドブルズ                    |
| 2008 | クアウテモク・ブランコ       | FW         | MLSオールスターズ            | シカゴ・ファイアー                            |
| 2009 | ティム・ハワード             | GK         | エヴァートン                 | —                                             |
| 2010 | フェデリコ・マケダ           | FW         | マンチェスター・ユナイテッド | —                                             |
| 2011 | 朴智星                       | MF         | マンチェスター・ユナイテッド | —                                             |
| 2012 | クリス・ポンティウス         | MF         | MLSオールスターズ            | D.C.ユナイテッド                              |
| 2013 | アレッサンドロ・フロレンツィ | DF         | ローマ                       | —                                             |
| 2014 | ランドン・ドノバン (2)       | FW         | MLSオールスターズ            | LAギャラクシー                                |
| 2015 | カカ                         | MF         | MLSオールスターズ            | オークランド・シティ                          |
| 2016 | チュバ・アクポム             | FW         | アーセナル                   | —                                             |
| 2017 | ボルハ・マジョラル           | FW         | レアル・マドリード           | —                                             |
| 2018 | ホセフ・マルティネス         | FW         | MLSオールスターズ            | アトランタ・ユナイテッド                      |
| 2019 | マルコス・ジョレンテ         | MF         | アトレティコ・マドリード     | —                                             |
| 2021 | マット・ターナー             | GK         | MLSオールスターズ            | ニューイングランド・レボリューション          |
| 2022 | デイン・セント・クレア       | GK         | MLSオールスターズ            | ミネソタ・ユナイテッド                        |
| 2023 | ブカヨ・サカ                 | FW         | アーセナル                   | —                                             |
| 2024 | フアン・ブルネッタ           | MF         | リーガMX オールスターズ      | UANLティグレス                                |